# 日本館
日本館（にっぽんかん、1883年10月 - 1990年前後 閉鎖）は、かつて東京・浅草にあった劇場、映画館である。「浅草オペラ」（1917年 - 1923年）の時代に、浅草公園六区で初めてのオペラ常設館となり、根岸興行部の「金龍館」との競争を闘った。

## 略歴・概要

### 都をどりからオペラへ

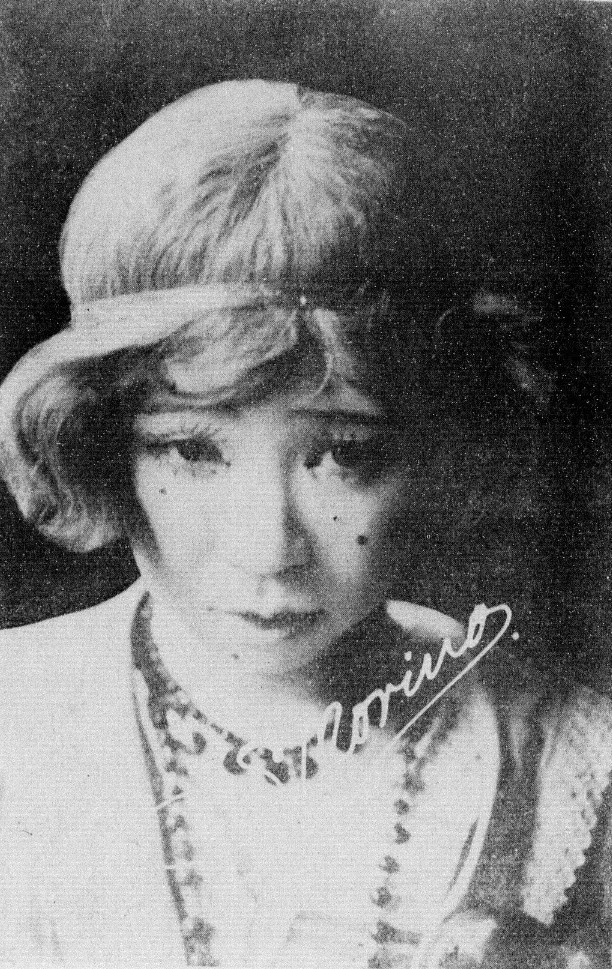
沢モリノ

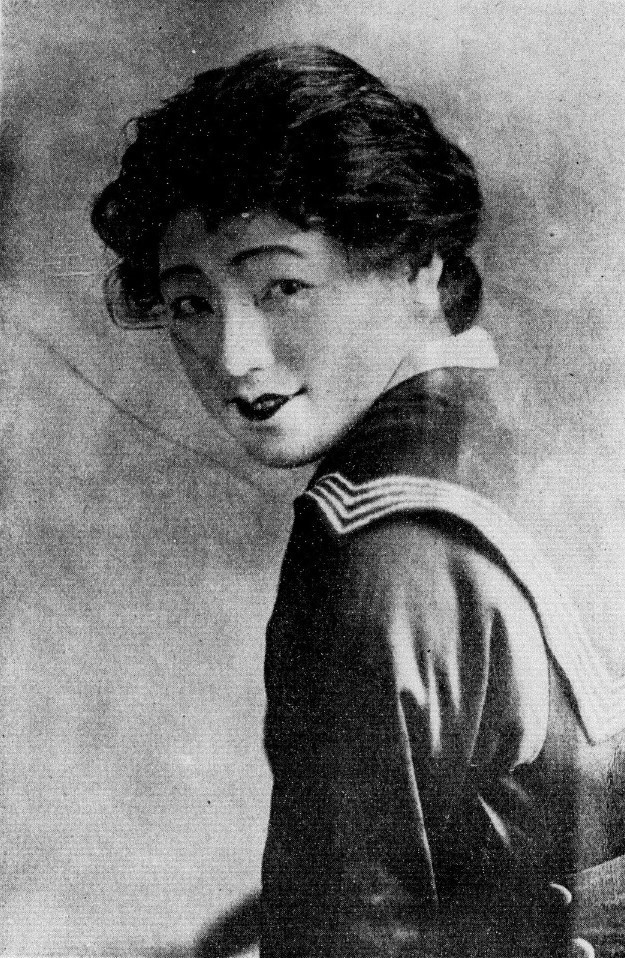
河合澄子

1883年（明治16年）10月、東京市浅草区公園六区二号地（現在の東京都台東区浅草2丁目5番）に開業した。六区の通りに面した東側に位置し、ひょうたん池に北側で接していた。開業当初は、娘都踊り（都をどり）で知られた。

1909年（明治42年）5月、六区四号地南側の新畑町（現在の浅草1丁目24番）に移転・開業、跡地は映画館「オペラ館」となり、M・パテー商会（のちの日活の前身の一社）の製作する映画を上映した。
「日本館」では、1917年（大正6年）、大阪の山川興行部や東京の小林商会の製作した映画を上映するが、両社の作品供給は続かなかった。経営者の桜井藤太郎は、当時人気を集めていた三友館の東京少女歌劇団に刺激されて、浅草初のオペラ常打ち小屋への転向を決めて改築し、歌舞劇協会の高木徳子と伊庭孝に協力を仰ぎ、同年10月23日、東京蓄音器（現在の日本コロムビア）の佐々紅華が、石井漠、杉寛、沢モリノ、河合澄子らと結成したオペラ劇団「東京歌劇座」が旗揚げ公演を行なった。演目は、浅草オペラの幕開けとなった「女軍出征」、山田耕筰作曲・石井漠振付の新舞踊「明暗」、佐々紅華作のオペレッタ「カフェーの夜」で、爆発的な人気を呼んで浅草の興行街を席巻した。とくに沢モリノと河合澄子の人気は凄まじく、「ペラゴロ」なる言葉まで生み出すほどだった。以降、向かいの金竜館と並んで人気を二分するオペラの常設館となった。同劇団には、小杉義男、清水金太郎・清水静子夫妻、澤田柳吉が加わり、翌1918年（大正7年）3月末まで公演した。同年4月以降は、戸山英二郎（のちの藤原義江）の在籍した「アサヒ歌劇団」が公演した。

### 大正インディペンデントを支援
1920年（大正9年）8月14日、「日本館」は映画専門館となった。当初は帝国キネマ演芸のフラッグシップ館であった。1923年（大正12年）9月1日の関東大震災で浅草は壊滅、同館も打撃を受けた。やがて復興し、1925年（大正14年）ころからは、小説家の直木三十五が奈良に設立した独立プロダクションの聯合映画芸術家協会作品や、志波西果の日本映画プロダクション作品、月形陽候のツキガタプロダクション作品、古海卓二の古海卓二プロダクション作品、阪東妻三郎・立花良介・カール・レムリの阪妻・立花・ユニヴァーサル連合映画作品、片岡松燕の片岡松燕プロダクション作品、河合映画が配給した市川右太衛門プロダクション作品、ユニヴァーサル映画が配給した高木新平の高木新平プロダクション作品、トーキー先駆のミナトーキー作品等のインディペンデント映画を、1927年（昭和2年）ころまで、各作品のフラッグシップとしてつぎつぎと封切り上映した。
1928年（昭和3年）には、大倉土木（現在の大成建設）の建築・施工で改築、このときの建物は、1980年代末に解体されるまで使用された。
1929年（昭和4年）には、片岡千恵蔵の片岡千恵蔵プロダクションや日活の太秦作品をフラッグシップとして封切り上映、翌1930年（昭和5年）からはまたインディペンデント映画を上映した。

### 松竹洋画からピンクへ
やがて、1935年（昭和10年）ころには松竹に経営が移り、松竹洋画興行の二番館となった。第二次世界大戦後は、セントラル映画社（CMPE, セントラル・モーション・ピクチュア・エキスチェンジとも）が独占的に配給するアメリカ映画を一番館として封切上映する、アメリカ映画専門館となった。当時もひきつづき松竹の直営館であり、支配人は松田直次郎、観客定員数は668名であった。セントラル映画社は1951年（昭和26年）12月27日には解体された。
1970年代以降は、松竹系の成人映画製作会社・東活株式会社の作品を上映する映画館となり、1980年代末、あるいは1990年前後に閉館、解体された。跡地は、TOCに売却されて、ROX2Gとなった。

## 他地域の日本館
大正末期の1924年 - 1926年、1957年（昭和32年）の資料による各地の日本館。
- 池袋日本館 （豊島区池袋、昭和）
- 町屋日本館 （荒川区町屋、昭和）
- 堀切日本館 （葛飾区堀切、昭和）
- 日本館 （呉市、大正）
- 日本館 （東伯郡倉吉町、現在の倉吉市、大正）